# Joško Belamarić
Josip Belamarić (Šibenik, 1953.)  je hrvatski povjesničar umjetnosti i muzikolog.

## Životopis
Rodio se u Šibeniku. U Splitu je završio Klasičnu gimnaziju, a na Sveučilištu u Zagrebu međufakultetski studij povijesti umjetnosti i muzikologije. Magistrirao je i doktorirao na Filozofskom fakultetu u Zagrebu. Doktorirao je na temi Dioklecijanova palača – razmatranja o okolnostima utemeljenja i izvornoj funkciji srpnja 2009. kod mentora Igora Fiskovića. Usavršavao se na više znanstvenih institucija u Europi. Od 1979. je radio u službi službe za zaštitu spomenika kulture u Splitu. Od 1985. do 1996. predavao je Ikonologiju na studiju koji je prethodio današnjem studiju povijesti umjetnosti u Splitu. Od 1991. do 2009. godine obnašao je na dužnost ravnatelja Regionalnog zavoda za zaštitu spomenika kulture (danas Konzervatorski odjel Ministarstva kulture) u Splitu. Vodeći ga, osigurao mu je vlastiti radni prostor. Sljedeće je godine zaposlenikom Instituta za povijest umjetnosti, kao voditelj novoosnovanog Centra Cvito Fisković u Splitu, kojem je također našao vlastiti radni prostor. Iste 2010. izabran je u zvanje znanstvenog savjetnika.
Objavio je više knjiga, te niz priloga i studija o urbanoj povijesti dalmatinskih gradova, te srednjovjekovnoj i renesansnoj umjetnosti. Urednik je časopisa Prilozi povijesti umjetnosti u Dalmaciji (od 1991.) i Mogućnosti. Uredio je mnoge izložbe. Radio je na upisu trogirske povijesne jezgre, Starigradskog polja i sinjske Alke na Listu UNESCO-ove svjetske baštine.

## Nagrade i priznanja
- Dobio je s ekipom suradnika nagradu Vicko Andrić za konzervatorski pothvat godine, kao urednik izložbe “Tesori della Croazia” (Venecija 2001.).[1]
- Vodio je tim koji je restaurirao kapelu bl. Ivana u trogirskoj katedrali, za što je dobio nagradu Europa nostra Vijeća Europe 2003. godine, a zatim i restauraciju Radovanova portala.[1]
- 1996. godine predsjednik Republike Hrvatske Franjo Tuđman odlikovao ga je Redom Danice hrvatske s likom Marka Marulića.[3]
- 2005. godine predsjednik Republike Italije odlikovao ga je viteškim redom Commendatore.[3]
- 2010. godine nagrada HAZU za najviša znanstvena i umjetnička dostignuća unutar RH u području likovnih umjetnosti.[3]
- Nagrada Vicko Andrić za životno djelo - 2023.[4]

## Vanjske poveznice
- Joško Belamarić Institut za povijest umjetnosti